# Trace Brasil
Trace Brasil (anteriormente Trace Brazuca) é um canal de televisão por assinatura brasileiro que estreou no dia 25 de julho de 2020. É a versão brasileira do canal Trace Urban, mas totalmente voltado à cultura afro-brasileira, com exibição de conteúdo musical, filmes, documentários sobre a ciência e a cultura negra, além de empreendedorismo.

## História

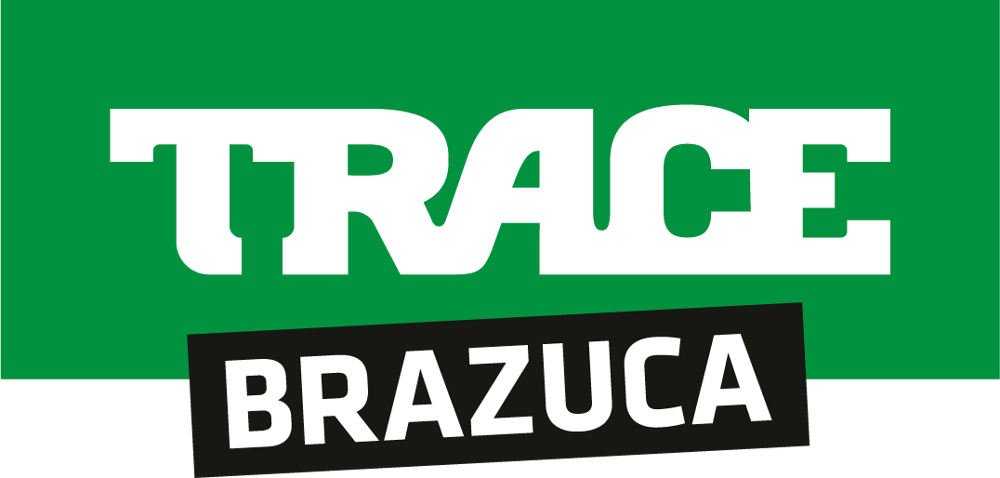
Logotipo do canal quando se chamava Trace Brazuca

O projeto Trace chegou ao Brasil em 2019 por meio de uma parceria entre José Papa e Olivier Laouchez primeiramente com a exibição do programa Trace Trends, exibido diariamente na RedeTV!. Logo depois, entrou no ar o canal musical Trace Brazuca, inicialmente em sua versão em streaming, disponível apenas na plataforma NOW da Claro TV em 20 de novembro de 2019. Depois, foi anunciado para em breve o lançamento na TV por assinatura.
Em 22 de julho de 2020, acontece a coletiva de imprensa apresentando toda a programação do novo canal brasileiro. Além de focar exclusivamente em conteúdo musical 100% nacional, a emissora apresenta também programas voltados à cultura negra, filmes e documentários. Em seguida, foi definida a data de inauguração oficial do canal: 25 de julho de 2020, data em que é celebrado o Dia Internacional da Mulher Negra Latino-Americana e Caribenha. As primeiras operadoras de TV por assinatura a disponibilizarem o canal foram a Claro NET , pelo canal 624, em substituição ao VH1 MegaHits (extinto no dia 31 do mesmo mês) e a operadora Vivo TV, através do canal 630. Em ambas as operadoras, a emissora é gerada exclusivamente em HDTV. O canal estreou dois dias antes nessas operadoras, com uma programação experimental. Logo depois, foi anunciado o acordo com a operadora Guigo TV, substituindo o Trace Sport-Stars, estreando no dia de sua inauguração, com sinal aberto até o dia 1° de setembro de 2020. O serviço de streaming já disponibiliza os canais irmãos do Trace.
Em Portugal, o canal de televisão estreou em 29 de janeiro de 2020 na operadora MEO.
Em 8 de abril de 2021, o canal deixa o lineup da Guigo TV após o fim do contrato com a operadora. Antes disso, seus canais irmãos já haviam deixado a grade três dias antes.
Em 10 de julho de 2023, o canal sofre uma reposição de marca visando consolidar o projeto Trace em território brasileiro e passa a se chamar Trace Brasil.

## Programação
- Playlist
- Skip Skip[9]
- Djouba[9]
- Trace +[9]
- Trace Trends[9]
- Trace: Sua Voz[9]
- Gospel Vibes[9]
- Wake Up
- Brasil Vibes
- Luso Vibes
- Newcomers
- Top 10
- Hit 10
- Hit 30
- Ao vivo
- Focus
- Na Rédea Curta
- Histórias Extraordinárias
- Histórias de Carnaval
- Ritmos da Noite
- Ritmos do Caribe
- Afrobeat Vibes
- Classic Vibes
- Sextou